# Zalamea de la Serena
Zalamea de la Serena és un municipi de la província de Badajoz, a la comunitat autònoma d'Extremadura. D'aquest poble, Pedro Calderón de la Barca en va treure els fets que li van servir per escriure El alcalde de Zalamea.